# Juan Antonio García de Samaniego
Juan Antonio García de Samaniego de la Serna (Salamanca, 28 de junio de 1681-Madrid, 23 de julio de 1751) fue un jurista español miembro del Consejo de Castilla.

## Nacimiento
Fue hijo de Andrés García de Samaniego, catedrático de Derecho Canónico de la Universidad de Salamanca,) y de su esposa María Manuela de la Serna. Fue hermano del también catedrático de Retórica de la Universidad de Salamanca Pedro José García de Samaniego de la Serna.

## Carrera
Entre 1701 y 1714 fue catedrático en la Universidad de Salamanca, compaginando con su empleo de Fiscal de la Junta de Obras y Bosques. Posteriormente,fue fiscal en el Consejo Supremo de Guerra y consiguió plaza en el Consejo de Castilla.

## Bibliófilo
Heredó parte de las bibliotecas de su padre y de sus tíos Diego de la Serna y José de la Serna Cantoral, forjando una amplia biblioteca personal que a su muerte, en 1751, estaba compuesta por 3900 tomos.

## Matrimonio y descendencia
Se casó en 1708 con Teresa de Montalvo y Verdesoto, natural de Martín Muñoz de las Posadas e hija de Cristóbal de Montalvo y de Leonor de Verdesoto. Tuvieron varios hijos: 
- Andrés Lorenzo García de Samaniego y Montalvo (Madrid, 6 de agosto de 1719-Salamanca, 14 de junio de 1759): obtuvo el marquesado de la Granja[1] (otorgado por Carlos III de España siendo Rey de Nápoles y Sicilia, el 19 de noviembre de 1748),[5] caballero de la Orden de Santiago[6]
- Felipe Ubaldo Antonio García de Samaniego y Montalvo (Aranjuez, 16 de mayo de 1729-Madrid, 15 de marzo de 1796): caballero de la Orden de Santiago en 1746,[7] canónigo de la Catedral de Santa María la Real de Pamplona, arcediano de la Valdonsella, académico de número de la Real Academia Española (1763) y académico de la Real Academia de la Historia;[8]
- Juan García de Samaniego y Montalvo, fraile en la Orden de San Francisco;[9]
- Teresa García de Samaniego y Montalvo, casada con Juan Antonio Vázquez Garay;[9]
- Ángela María García de Samaniego y Montalvo, monja en la Orden de San Agustín.[9]